# Minimalismi
Minimalismi è un singolo del gruppo musicale italiano Zero Assoluto, il terzo estratto dal primo album in studio Scendi e pubblicato nel 2004.

## Il singolo
Il singolo rimase in classifica per circa 30 settimane, raggiungendo il 2º posto come massima posizione.

## Video musicale
Il videoclip è stato pubblicato sul canale YouTube del duo.